# NGC 1407

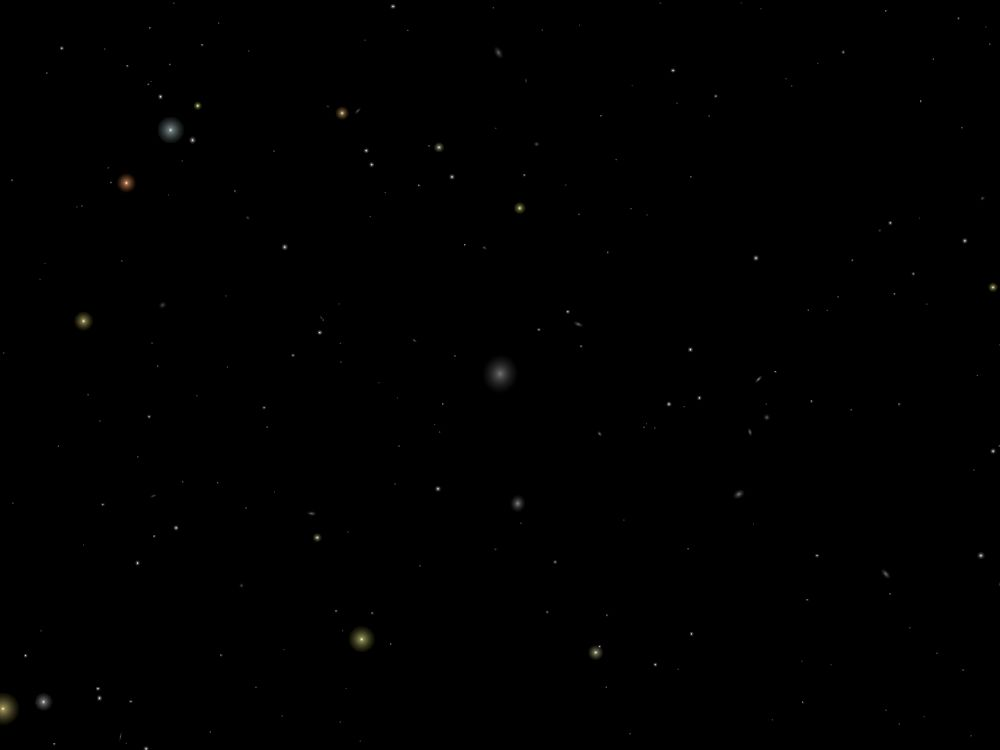
La galassia “NGC 1407”

NGC 1407 è una galassia ellittica nella costellazione di Eridano.
Si individua 3 gradi a NNE della stella Tau 4 Eridani; è visibile anche con un piccolo telescopio, dove si mostra come una stellina sfocata. Ingrandimenti maggiori non consentono di rilevare ulteriori dettagli, e la galassia si mostra sempre di forma perfettamente circolare; le sue dimensioni sono superiori a quelle della Galassia di Andromeda. Dista dalla Via Lattea oltre 68 milioni di anni-luce.

## Gruppo di NGC 1407
NGC 1407 è la galassia più vasta e più luminosa del gruppo di galassie che porta il suo nome. Il Gruppo di NGC 1407 comprende almeno nove membri. Le altre galassie del gruppo sono IC 343, IC 346, NGC 1359, NGC 1407, NGC 1452, ESO 548-44, ESO 548-47 e ESO 548-68.
Secondo il sito «Un atlas de l'Univers» di Richard Powell, NGC 1359 fa parte del gruppo che porta il suo nome, il Gruppo di NGC 1359.